# Анисимов, Юрий Сергеевич
 Юрий Сергеевич Анисимов (21 марта 1938, Архангельск — 12 декабря 2012, там же) — советский яхтсмен, чемпион Европы 1968 года в соревнованиях в классе «Дракон», чемпион России, мастер спорта СССР международного класса, основатель и директор парусного центра «Норд» (Архангельск).

## Биография
Родился в 1938 году в Архангельске.
Отец — Анисимов Сергей Николаевич (1910—1972), Заслуженный тренер РСФСР по парусному спорту, основатель спортивной династии.
Юрий Анисимов выпускник Архангельского государственного медицинского института.
Работал лаборантом на кафедре глазных болезней под руководством знаменитого офтальмолога профессора Святослава Федорова, был научным сотрудником института эпидемиологии, микробиологии и гигиены в областном врачебно-физкультурном диспансере.
Все эти годы он не порывал связи с яхтами, тренировался, участвовал в регатах. Юрий Анисимов прошёл большой путь от начинающего яхтсмена до члена сборной СССР по парусному спорту. За годы выступлений на яхтах класса «Дракон» Юрий Сергеевич неоднократно побеждал на всесоюзных и всероссийских кубках и чемпионатах. Он сформировал сплоченный экипаж, который в 1968 году впервые в истории Архангельска стал чемпионом Европы.
Мастер спорта международного класса (1968 год), участник Олимпийских игр в Мехико, чемпион СССР 1970 года. Участник Генуэзской регаты (2 место, 1968 год).
После ухода из состава сборной команды страны — судья всесоюзной категории. Судил регату Московской олимпиады, Игры Доброй воли, чемпионаты мира, международные регаты.
С 1975 года на тренерской работе. По его инициативе и при непосредственном участии в 1983 году в Архангельске на реке Северная Двина был создан Парусный центр «Норд». Воспитание молодых яхтсменов стало для Юрия Сергеевича делом всей его жизни.
Анисимов Ю. С. часто ходил в походы на острова Соловецкого архипелага. Очарованный его красотами, он организовал и провел первую Соловецкую регату, ставшей для поморов традиционной.
Скончался 12 декабря 2012 года. Похоронен в Архангельске на Кузнечевском кладбище.

## Признание, награды
- Обладатель множества спортивных наград,
- Звание «Заслуженный работник физической культуры Российской федерации» (1992),
- Почетные знаки «За заслуги в развитии олимпийского движения в России» и «За заслуги в развитии физической культуры и спорта»,
- Медаль ордена «За заслуги перед Отечеством» 2-й степени,
- Знак «За заслуги перед городом Архангельском».

## Память
1 ноября 2013 года постановлением мэра города Архангельск МБОУ ДОД ДЮСШ "Парусный центр «Норд» присвоено имя архангельского яхтсмена, основателя школы — Юрия Сергеевича Анисимова.